# Ураєв Петро Васильович
Петро Васильович Ураєв (27 червня 1910, село Березники, тепер Зубово-Полянського району Мордовії, Російська Федерація — 22 липня 1967, місто Йошкар-Ола, тепер Марій Ел, Російська Федерація) — радянський державний діяч, 1-й секретар Марійського обкому КПРС. Кандидат у члени ЦК КПРС у 1966—1967 роках. Депутат Верховної Ради СРСР 5—7-го скликань.

## Життєпис
Народився в селянській родині. У 1930—1933 роках навчався в Тімірязєвському сільськогосподарському технікумі.
У травні — жовтні 1933 року — агроном машинно-тракторної станції (МТС) Ново-Анненського району Нижньо-Волзького краю.
У жовтні 1933 — листопаді 1935 року — в Червоній армії.
У грудні 1935 — квітні 1942 року — старший агроном, директор Богородської машинно-тракторної станції (МТС) Пермської (Молотовської) області.
Член ВКП(б) з 1939 року.
У травні 1942 — лютому 1945 року — 1-й секретар Верхньо-Муллінського районного комітету ВКП (б) Молотовської області.
У 1945—1946 роках — завідувач сільськогосподарського відділу Мордовського обласного комітету ВКП(б).
У 1946—1949 роках — слухач Вищої партійної школи при ЦК ВКП(б).
У 1949—1956 роках — інструктор, заступник завідувача підвідділу сільськогосподарського відділу ЦК КПРС.
У 1956 — червні 1957 року — 2-й секретар Татарського обласного комітету КПРС.
14 червня 1957 — листопад 1963 року — 2-й секретар Башкирського обласного комітету КПРС.
29 листопада 1963 — 22 липня 1967 року — 1-й секретар Марійського обласного комітету КПРС.
Помер 22 липня 1967 року після важкої хвороби в місті Йошкар-Олі Марійської АРСР. Похований на Туруновському цвинтарі Йошкар-Оли.

## Нагороди
- орден Леніна
- орден Вітчизняної війни І ст. (1.02.1945)
- орден Трудового Червоного Прапора
- медаль «За трудову доблесть»
- медалі